# Alexander Stewart of Bunkle
Sir Alexander Stewart of Bunkle (auch Bonkyl oder Bonkle; † 1319) war ein schottischer Adliger.

## Herkunft
Alexander Stewart entstammte einer Nebenlinie der schottischen Familie Stewart. Er war ein Sohn von John Stewart und dessen Frau Margaret Bonkyl. Sein Vater war ein jüngerer Sohn des Magnaten James Stewart und hatte durch Heirat Bonkyll in Berwickshire erworben.

## Rolle im Ersten Schottischen Unabhängigkeitskrieg
Während des Great Cause diente Stewart in der Versammlung, die ab 1291 über die Ansprüche der Anwärter auf den schottischen Thron entscheiden sollte, als Vertreter für Robert de Brus, Lord of Annandale. Sein Vater fiel während des Ersten Schottischen Unabhängigkeitskriegs 1298 in der Schlacht von Falkirk, worauf Alexander sein Erbe wurde. Er unterwarf sich vor 1304 dem englischen König Eduard I., der die Oberhoheit über Schottland beanspruchte. Nachdem aber Robert Bruce sich 1306 zum König der Schotten erhob und damit den Unabhängigkeitskrieg gegen England wieder aufnahm, wechselte Stewart vor März 1309 auf die Seite der Rebellen. Nach anderen Angaben blieb er in den nächsten Jahren weiterhin auf englischer Seite, da seine Besitzungen im noch englisch besetzten Südostschottland lagen. Nach der Eroberung von Edinburgh Castle im März 1314 soll er dann aber die Seiten gewechselt und sich Robert Bruce unterworfen haben. Als Ortskundiger diente er nach der Schlacht von Bannockburn im Juni 1314 als Führer für James Douglas, der den nach der Niederlage flüchtenden englischen König Eduard II. vergeblich verfolgte. Während des schottischen Parlaments im November 1314 in Cambuskenneth sprach ihm der König die Verwaltung der Besitzungen des auf englischer Seite stehenden Robert de Umfraville, 8. Earl of Angus zu. Am 16. Juli 1315 vergab Robert Bruce Kimmerghame bei Berwick als Baronie an Stewart. Aufgrund seiner Besitzungen in Südschottland nahe der Grenze zu England drängte Stewart den König zu einer Fortführung des Kriegs gegen England.

## Nachkommen
Stewarts Frau hieß möglicherweise Christian. Er hatte mindestens einen Sohn und eine Tochter. Sein Erbe wurde sein Sohn John Stewart of Bunkle, der vor 1328 zum Earl of Angus erhoben wurde. Stewarts Tochter heiratete David de Brechin. Dieser stand bis 1314 auf englischer Seite und hatte vom englischen König die Verwaltung der nordenglischen Besitzungen seines Schwiegervaters beansprucht. Möglicherweise war auch Isabel († 1347), die Frau von Domhnall, 8. Earl of Mar, eine Tochter von Alexander Stewart.